# فهرست مجری‌های مسابقه آواز یوروویژن

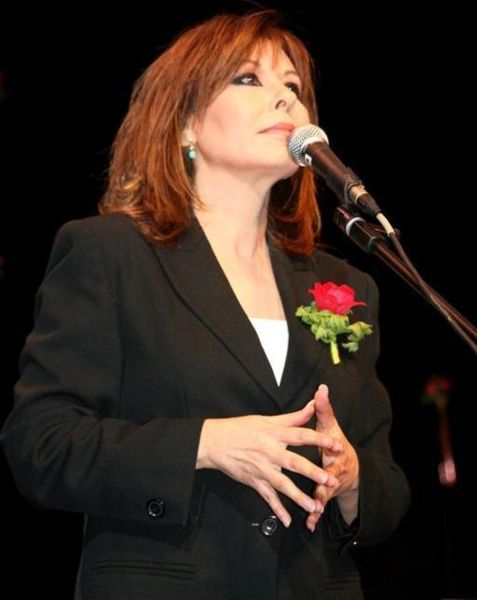
میزبان ۱۹۷۹: یاردنا آرازی.

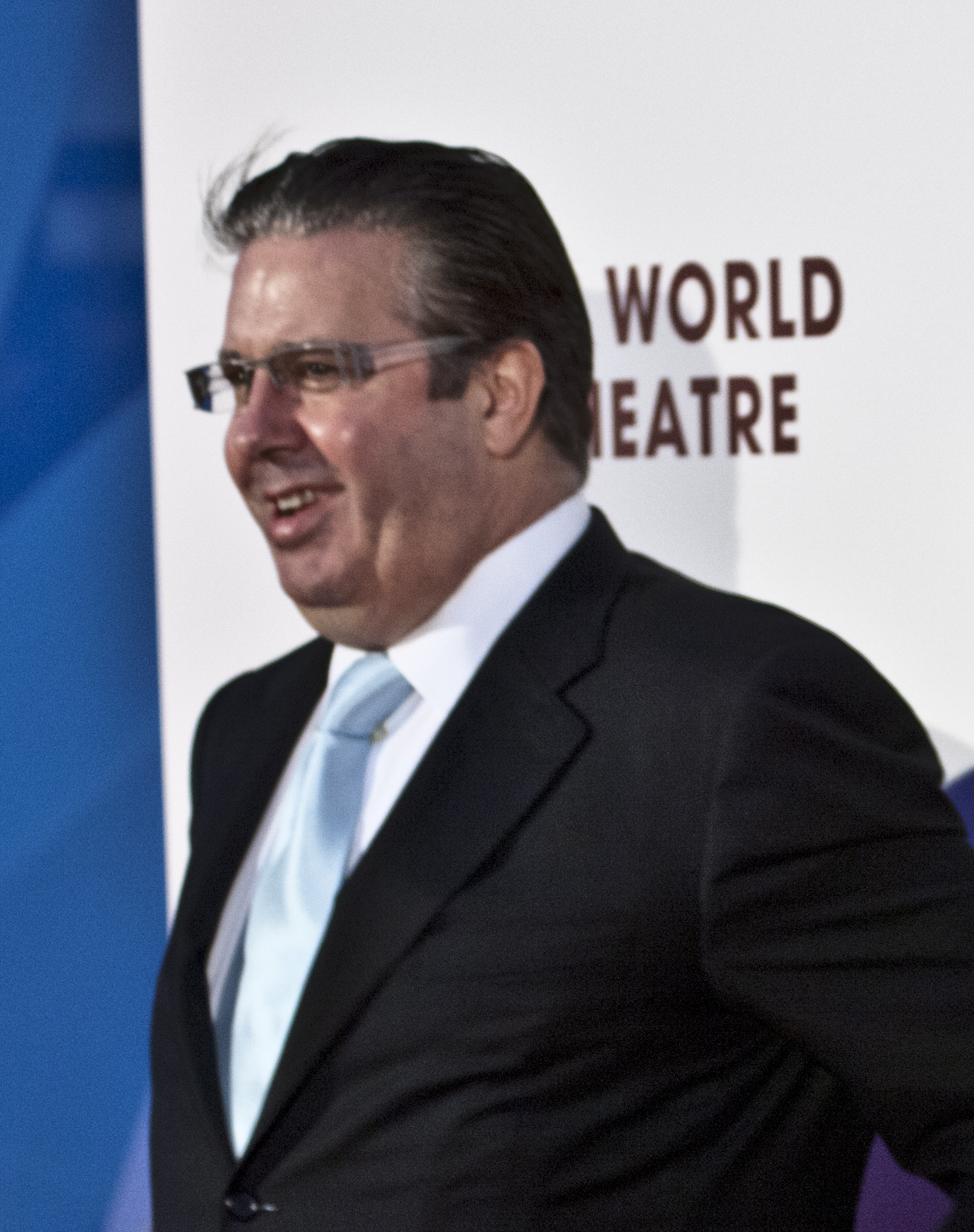
میزبان۱۹۹۴: گری ریان, تصویر در مارس ۲۰۱۰، یک ماه پیش از مرگش.

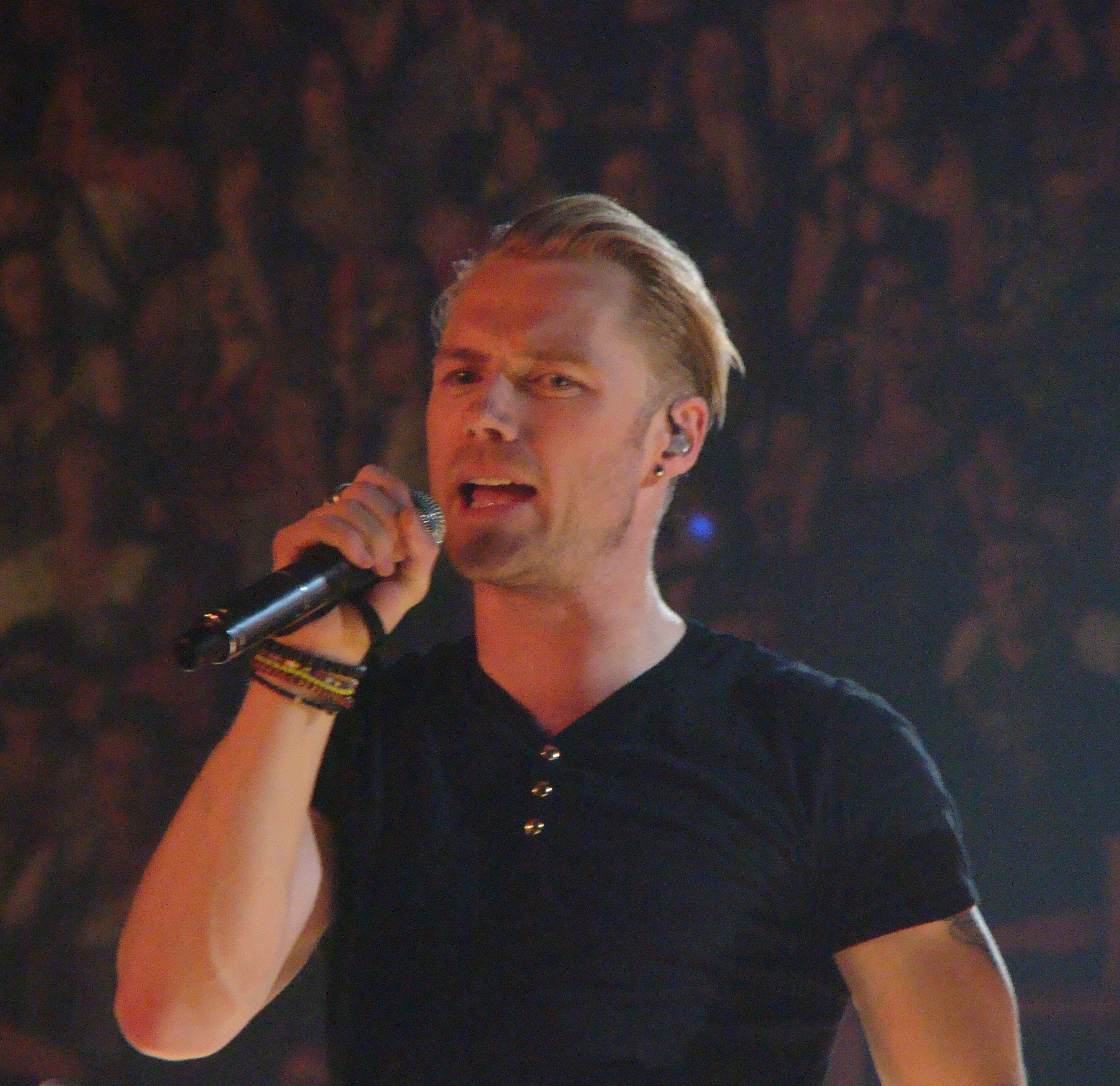
میزبان ۱۹۹۷: رونان کیتینگ.

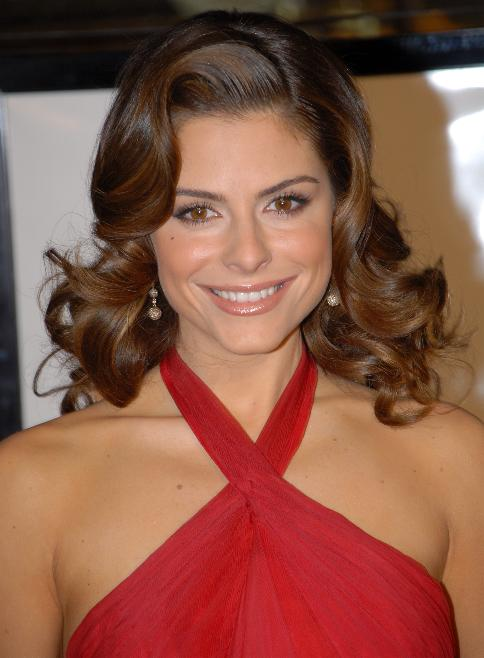
میزبان ۲۰۰۶: ماریا منونوس.

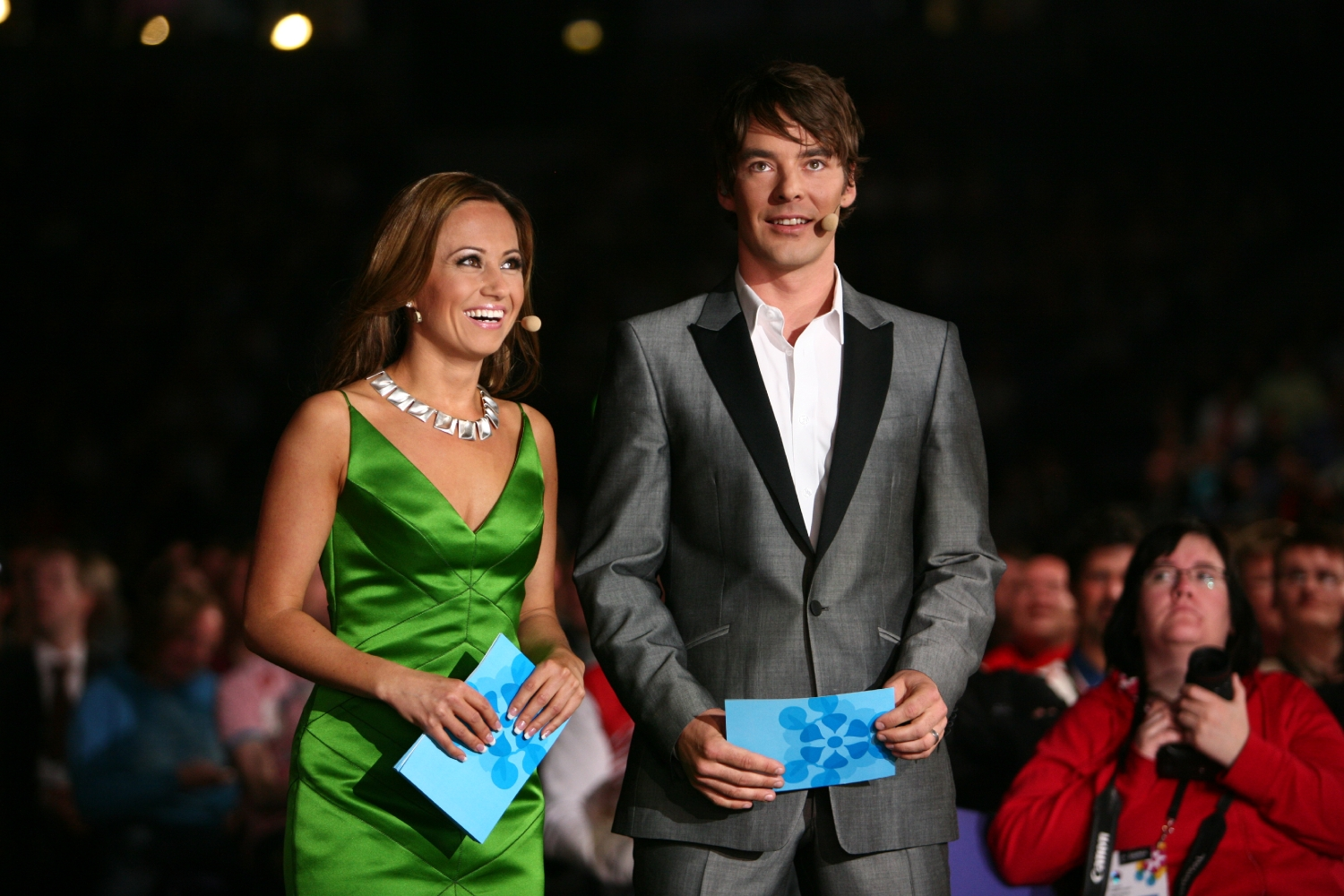
میزبان‌های ۲۰۰۷: جانا پلکونن و میکو لپیلامپی.

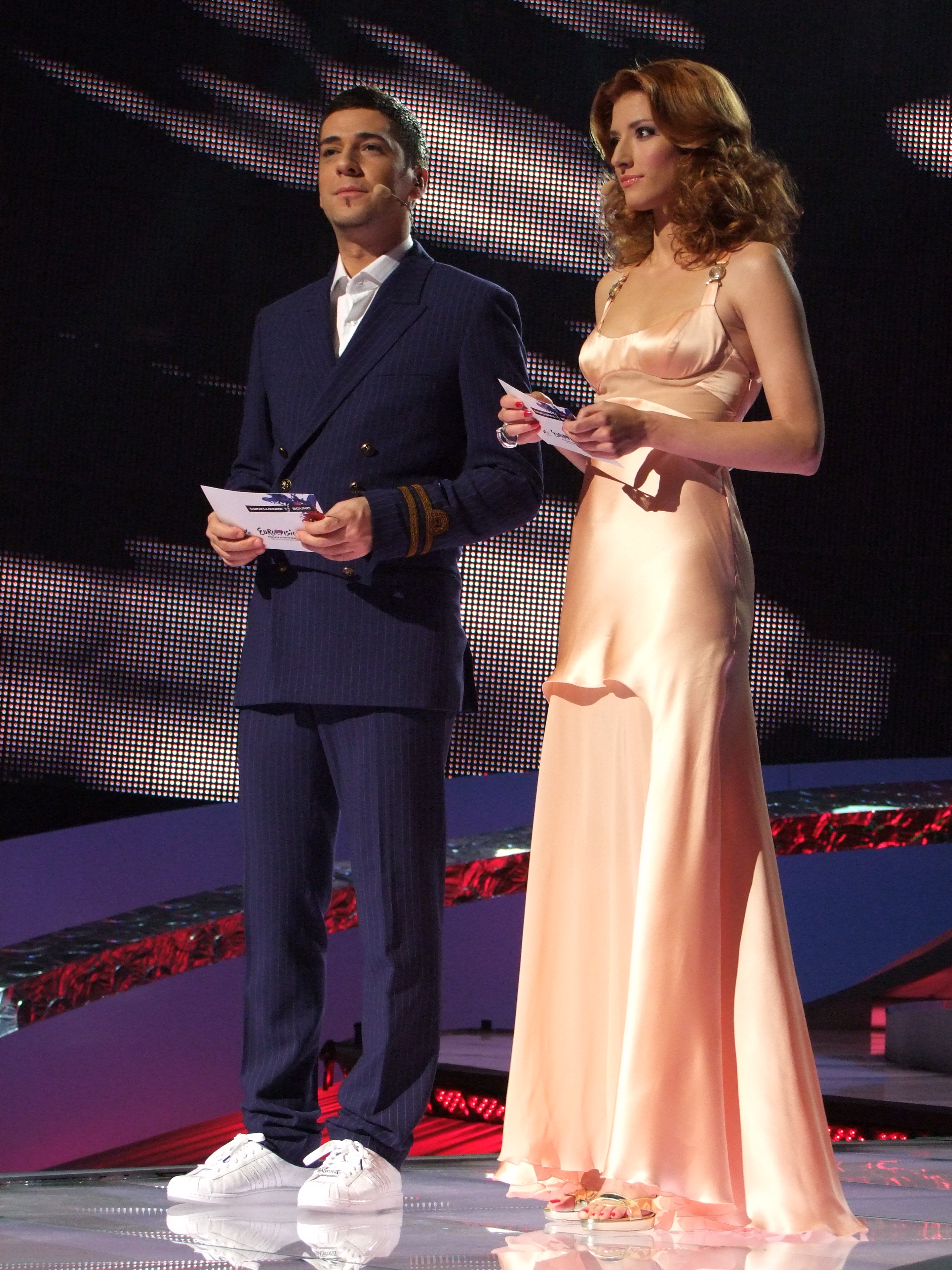
میزبان‌های ۲۰۰۸: جوانا جانکوویچ و زلجسکو جوکسیموویچ.

این ضمیمه شامل فهرست مجریان در مسابقه آواز یوروویژن شرکت کرده‌اند است. از سال ۱۹۷۸، به بعد دو مجری برنامه را اجرا می‌کرد. تمام مسابقات قبل از سال ۱۹۷۸ تا به حال یک مجری داشته‌است. مسابقه سال ۱۹۹۹ اولین مسابقه شامل ۳ مجریان در یک مسابقه بود.

## مجری ها
| سال  | (مجری‌ها)                       | سال  | (مجری‌ها)                                                     |
| ---- | ------------------------------ | ---- | ------------------------------------------------------------ |
| ۱۹۵۶ | Lohengrin Filipello            | ۱۹۸۵ | Lill Lindfors                                                |
| ۱۹۵۷ | آناهید ایپلیکجیان              | ۱۹۸۶ | آسه کلیولند                                                  |
| ۱۹۵۸ | Hannie Lips                    | ۱۹۸۷ | ویکتور لازلو                                                 |
| ۱۹۵۹ | Jacqueline Joubert             | ۱۹۸۸ | Michelle Rocca و Pat Kenny                                   |
| ۱۹۶۰ | Katie Boyle                    | ۱۹۸۹ | Lolita Morena و Jacques Deschenaux                           |
| ۱۹۶۱ | Jacqueline Joubert             | ۱۹۹۰ | Helga Vlahović و Oliver Mlakar                               |
| ۱۹۶۲ | Mireille Delannoy              | ۱۹۹۱ | Gigliola Cinquetti و توتو کوتوگنو                            |
| ۱۹۶۳ | Katie Boyle                    | ۱۹۹۲ | Lydia Cappolicchio و Harald Treutiger                        |
| ۱۹۶۴ | Lotte Wæver                    | ۱۹۹۳ | Fionnuala Sweeney                                            |
| ۱۹۶۵ | Renata Mauro                   | ۱۹۹۴ | Cynthia Ní Mhurchú و Gerry Ryan                              |
| ۱۹۶۶ | Josiane Shen                   | ۱۹۹۵ | Mary Kennedy                                                 |
| ۱۹۶۷ | Erika Vaal                     | ۱۹۹۶ | Ingvild Bryn و مورتن هارکت                                   |
| ۱۹۶۸ | Katie Boyle                    | ۱۹۹۷ | کری کرالی و رونان کیتینگ                                     |
| ۱۹۶۹ | Laurita Valenzuela             | ۱۹۹۸ | Ulrika Jonsson و Terry Wogan                                 |
| ۱۹۷۰ | Willy Dobbe                    | ۱۹۹۹ | Dafna Dekel, Sigal Shahamon و Yigal Ravid                    |
| ۱۹۷۱ | Bernadette Ní Ghallchóir       | ۲۰۰۰ | Kattis Ahlström و Anders Lundin                              |
| ۱۹۷۲ | Moira Shearer                  | ۲۰۰۱ | Natasja Crone Back و Søren Pilmark                           |
| ۱۹۷۳ | Helga Guitton                  | ۲۰۰۲ | آنلی پیبو and Marko Matvere                                  |
| ۱۹۷۴ | Katie Boyle                    | ۲۰۰۳ | ماریا نامووا و Renārs Kaupers                                |
| ۱۹۷۵ | Karin Falck                    | ۲۰۰۴ | Meltem Cumbul و Korhan Abay                                  |
| ۱۹۷۶ | Corry Brokken                  | ۲۰۰۵ | Maria Efrosnina و Pasha Shylko                               |
| ۱۹۷۷ | Angela Rippon                  | ۲۰۰۶ | ماریا منونوس and ساکیس روواس                                 |
| ۱۹۷۸ | Denise Fabre و Léon Zitrone    | ۲۰۰۷ | Jaana Pelkonen and Mikko Leppilampi                          |
| ۱۹۷۹ | Yardena Arazi and Daniel Pe'er | ۲۰۰۸ | Jovana Janković and زلکو جوکسموویچ                           |
| ۱۹۸۰ | Marlous Fluitsma               | ۲۰۰۹ | ناتالیا ودیانوا و Andrey Malahov (SF) آلسو و Ivan Urgant (F) |
| ۱۹۸۱ | Doireann Ní Bhriain            | ۲۰۱۰ | Nadia Hasnaoui, Haddy N'jie and Erik Solbakken               |
| ۱۹۸۲ | Jan Leeming                    | ۲۰۱۱ | آنکه انگلکه, Judith Rakers and اشتفان راب                    |
| ۱۹۸۳ | Marlene Charell                | ۲۰۱۲ | الدار قاسم‌اف، Leyla Aliyeva and Nargiz Birk-Petersen         |
| ۱۹۸۴ | Désirée Nosbusch               | ۲۰۱۳ | Petra Mede                                                   |

### تبریک ۵۰ سالگی یوروویژن
این برنامه تلویزیونی ویژه پخش از کپنهاگ، دانمارک به مناسبت پنجاهمین سالگرد مسابقه آواز یوروویژن و برای تعیین محبوب‌ترین مسابقه شرکت‌کننده در پنجاه سال خود را مورد تقدیر قرار گرفت. این رویداد توسط دو شرکت‌کننده سابق میزبانی شد.
| محل برگزاری     | مجری‌ها                           |
| --------------- | -------------------------------- |
| کپنهاگ, دانمارک | کاترینا لسکانیچ و Renārs Kaupers |

## مجری‌هایی که در خارج از کشور میزبان به دنیا آمد
- کتی بویله، متولد در فلورانس، ایتالیا، پدر ایتالیایی/روسی  و مادر انگلیسی/استرالیایی.
- میرل دلانوی، تولد در فرانسه.
- هلگا گویتون، متولد در آلمان (در حال حاضر روسیه).[۱]
- لئون زیترون، متولد در روسیه.
- لیل لیندفورس، متولد در هلسینکی، فنلاند.
- آسه کلولند، متولد در  استکهلم، سوئد و  پدر و مادر نروژی.
- ویکتور لازلو،  متولد در فرانسه.
- فیونولا سوئنی، متولد در انگلستان.
- اولریکا جانسون، متولد در سوئد.
- ترری ووگان، متولد در ایرلند.
- ماریا مانونس، متولد در ایالات متحده و پدر و مادرش یونانی.
- نادیا هاسنوی، متولد در مراکش پدر مراکشی  و مادر نروژی.
- کاترینا لسکانیچ، متولد در کانزاس، ایالات متحده.
- آنکه انگلک، متولد در کانادا  پدر و مادرش آلمان.

## مجری‌هایی  که قبلاً در یوروویژن رقابت کردند
- کوری بروکن , نمایندهٔ هلند در یوروویژن ۱۹۵۸ و  ۱۹۵۶ و برندهٔ  یوروویژن ۱۹۵۷.
- یاردنا آرازی , نمایندهٔ اسرائیل در یوروویژن  ۱۹۷۶ و در  یوروویژن ۱۹۸۸.
- لیل لیندفورس , نمایند ی سوئد در یوروویژن ۱۹۶۶.
- آسه کلولند, نمایندهٔ نروژ در یوروویژن۱۹۶۶.
- گیگلیوگا چینکوئتی , برندهٔ مسابقه آواز یوروویژن ۱۹۶۴ و مقام دوم در  یوروویژن ۱۹۷۴.
- توتو کاتوگنو , برندهٔ یوروویژن ۱۹۹۰ ایتالیا.
- دافنا دکل , نمایندهٔ اسرائیل در یوروویژن ۱۹۹۲.
- کاترینا لسکانیچ , برندهٔ یوروویژن ۱۹۹۷  برای انگلستان.
- رناس کوپرز , نمایندهٔ لتونی در یوروویژن  ۲۰۰۰.
- ماری ناومووا , برندهٔ  یوروویژن  ۲۰۰۲  لتونی.
- اسکایس رووارس , نمایندهٔ یونان در یوروویژن ۲۰۰۴ و  ۲۰۰۹.
- زلجکو جوکسیموویچ , نمایندهٔ صربستان و مونته‌نگرو در یوروویژن ۲۰۰۴ مسابقه در کنار  ارکستر موقت, و  صربستان یوروویژن۲۰۱۲.
- آلسو , نماینده روسیه یوروویژن سال ۲۰۰۰و مجری یوروویژن۲۰۰۹ در مسکو.

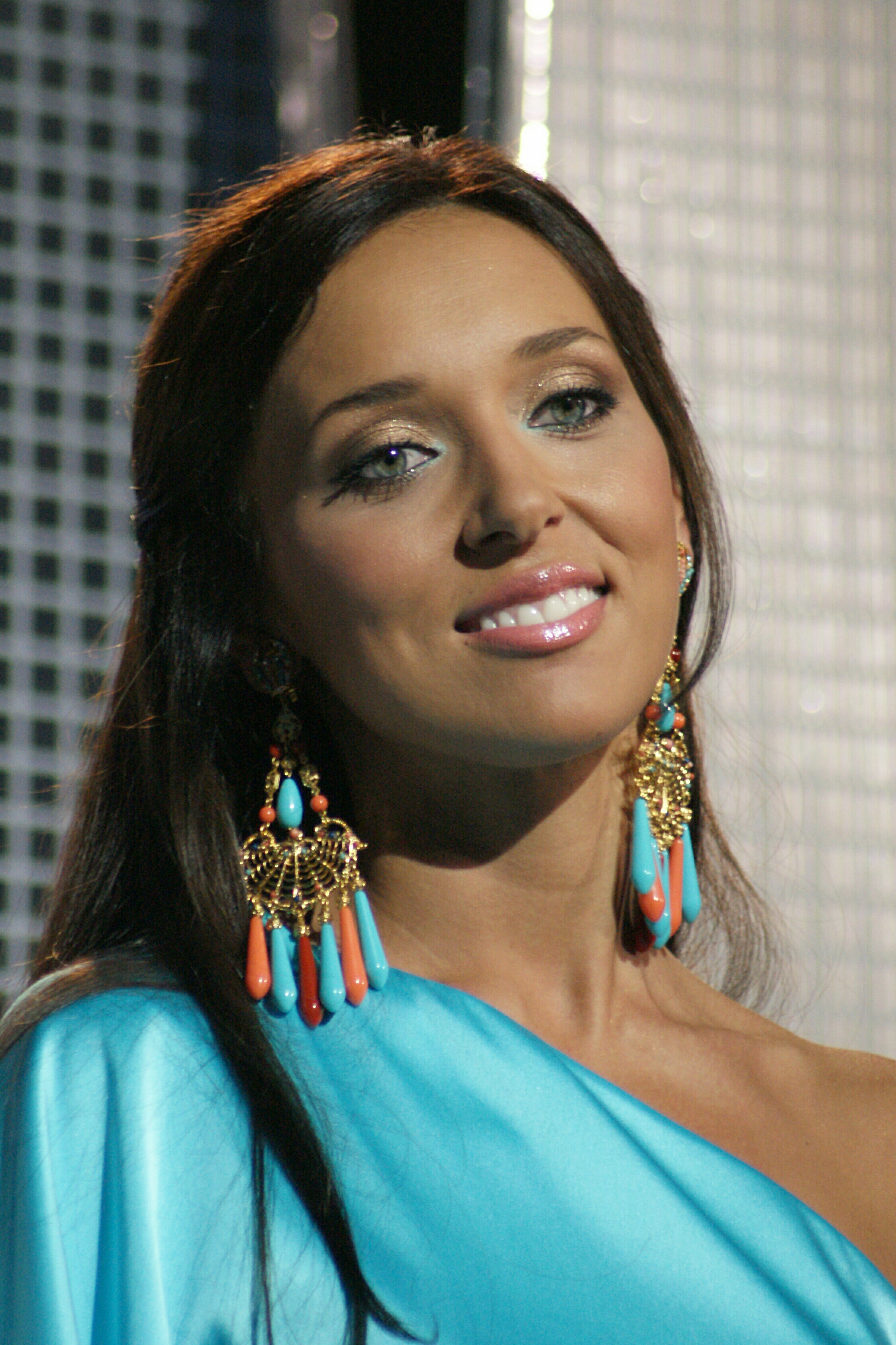
آلسو نماینده روسیه یوروویژن سال ۲۰۰۰ و مجری یوروویژن۲۰۰۹ در مسکو.

- استفان راب , نمایندهٔ آلمان در یوروویژن۲۰۰۰.

## مجری‌هایی که استعفا دادند
- رنه مدوشک  و  دوبراوکا ماکرویچ
- آلیسون دودی[۲]
- روسلانا روژیچکو , برندهٔ یوروویژن ۲۰۰۴[۳]

## همچنین مشاهده کنید
- فهرست مجریان مسابقه یوروویژن